# Marten Liiv
Marten Liiv (Jõgeva, 23 dicembre 1996) è un pattinatore di velocità su ghiaccio estone.

## Palmarès
- Europei
  - Hamar 2023: bronzo nella gara sprint.